# Хасан (город)
Хасан (англ. Hassan) — город в индийском штате Карнатака. Административный центр округа Хасан. Хасан находится в 183 км от города Бангалор, в 119 км от Майсур. Средняя высота над уровнем моря — 972 метра. По данным всеиндийской переписи 2001 года, в городе проживало 117 386 человек, из которых мужчины составляли 51 %, женщины — соответственно 49 %. Уровень грамотности взрослого населения составлял 79 % (при общеиндийском показателе 59,5 %). Уровень грамотности среди мужчин составлял 82 %, среди женщин — 75 %. 10 % населения было моложе 6 лет.